# Machaerium
Machaerium is een vliegengeslacht uit de familie van de slankpootvliegen (Dolichopodidae).

## Soorten
- M. maritimae Haliday, 1832
- M. sordidum Becker, 1908
- M. thinophilum (Loew, 1857)